# Хрњаково
Хрњаково (рум. Herneacova) је насељено место у Румунији, у оквиру града Рекаш. Налази се у жупанији Тимиш, у Банату.

## Историја
По "Румунској енциклопедији" најстарији помен села је из 1349. године. У време Сибињанин Јанка (1407.-1456.) румунског великаша, ту су живели Румуни и Срби, који су место назвали Харанаг. Од 1477. године оно се назива Хрњаковци. На карти Баната из 1761. године види се Хрњаково. Око 1850. године у месту има око 360 домова Црногораца, а наследног кнеза даје породица Обрадовић.
Аустријски царски ревизор Ерлер је у свом извештају из 1774. године констатовао да у месту "Херњакову", које припада Барачком округу, Липовског дистрикта, живе измешано Срби и Власи. Приликом пописа православног клира обављеног 1797. године, у месту "Херњекова" је службовао само парох поп Александар Јовановић (рукоп. 1795.) који се служио српским и румунским језиком.
У "помешаној" српско-румунској школи у Хрњакову наименован је 1866. године Михаило Пелић учитељ. Изучио је он главну основну школу и Препарандију у Араду. Оспособљен је за рад у основним сеоским школама. Морао је још у Сомбору на Препарандији испит да положи.
По протопрезвитерском извештају стања по парохијама са краја 1891. године, у месту је било: једна црква, један свештеник, 903 православних Срба са 206 домова, а Румуна је записано 352 душе. До 1909. године припадало је Хрњаково српској православној митрополији. По подацима из те године Срба има 37 душа.
По последњем попису из 2002. године у насељу живи 458 становника, од чега Румуни чине преко 90%. Некада је у селу живела солидна српска заједница, која се изгубила почетком 20. века. Сада ту живи само један становник Србин.